# Chouihia
Chouihia (en àrab الشويحية, ax-Xūyḥiyya; en amazic ⵛⵡⵉⵃⵢⵢⴰ) és una comuna rural de la província de Berkane, a la regió de L'Oriental, al Marroc. Segons el cens de 2014 tenia una població total de 12.245 persones.